# Герейон (Самос)
Герейон, Герей (др.-греч. Ήραῖον, греч. Ηραίο) — храм Геры на южном побережье острова Самоса. Расположен в 5 километрах к юго-западу от Питагориона. Вместе с Пифагореей включён в список Всемирного наследия ЮНЕСКО в 1992 году.
По свидетельству Павсания в Герейоне рос витекс священный (λύγος), который был самым древним деревом в Греции. По местному преданию под этим деревом на берегу реки Имбрас (Ίμβρασος) родилась Гера. Согласно преданию храм Геры основали аргонавты. Они же привезли её статую из Аргоса. Деревянная статуя Геры является работой скульптора Смилида (VI век до н. э.).

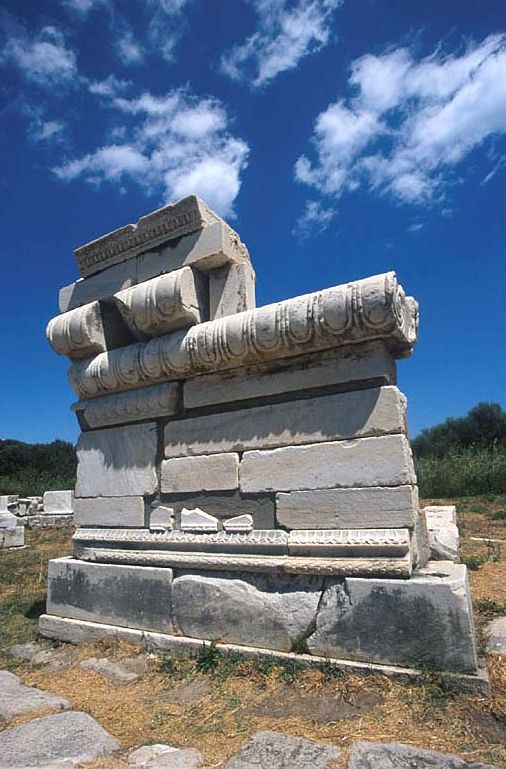
Фрагмент стены

Согласно Менодоту Перинфскому Адмета, дочь Еврисфея, бежала из Аргоса на Самос и стала заботиться о храме Геры. Аргивяне наняли пиратов из Тирренского моря, чтобы похитить статую Геры. Пираты погрузили статую на корабль, но не смогли сдвинуть вёслами корабль. В страхе они выгрузили статую на берег, оставили ячменные лепешки и уплыли. Карийцы увидели статую и решили, что она сбежала из храма и крепко стянули её лозой. Адмета провела очистительные обряды и вернула статую на место. Ежегодно в праздник Тонея (Τόνεα) от τόνος «(натянутая) бечева», статую стали выносить на берег, приносить ей ячменные лепешки и совершать ритуал очищения.
Согласно археологическим данным культ Геры на Самосе существовал с бронзового века, в частности в микенский период. Вначале это был небольшой каменный алтарь и здание для защиты деревянной статуи. В VIII веке алтарь был обтёсан до прямоугольной формы, площадь вокруг алтаря покрыта камнем. К западу от алтаря построен первый храм, называемый Гекатомпедом (Εκατόμπεδος), «стофутовым», потому что его длина была сто пусов (πούς, греческий аналог стопы и фута). Соотношение длины и ширины было 5:1, размеры целлы — 32,86×6,5 метров, по типу это был «храм в антах». Стены были кирпичные. Крыша была изогнутой седлом, опиралась на деревянные стойки по центру целлы и покрыта керамической кровлей. В VII веке храм был перестроен. Был построен птерон 18×6 опор, внутренний ряд стоек заменен двумя рядами опор вдоль стен целлы строго по оси опор птерона, птерон имел второй ряд опор на входе. В 570—560 годах до н. э. был заложен Герейон под руководством архитекторов Ройка (Ροίκος) и Феодора (Θεόδωρος). Размеры храма 52,5×105 метров, стилобата — 50,5×103 метров. Число колонн 21×8 (сзади — 10). Пронаос был квадратным, а наос был длиной, равной ширине стилобата. Внутренние колонны в два ряда делили наос и пронаос на три нефа. При обработке баз колонн из мягкого известняка применялся токарный станок. Колонны были выполнены из травертина, имели каннелюры и были высотой 18 метров. Деревянная крыша была покрыта керамической черепицей, украшенной по краю декоративным выступающим рядом (ακροκέραμος, акрокерамами). Вместе с храмом Артемиды Эфесской был самым ранним образцом ионического ордера. Был разрушен при землетрясении через несколько лет после завершения строительства.
При тиране Поликрате был заложен новый Герейон, больше прежнего, по словам Геродота «величайший из известных нам храмов» Это был диптер, размеры храма 55,16×108,63 метров. Перед пронаосом храм имел три ряда колонн, число их достигло 155. Из них сохранилась только одна с южной стороны храма. По оценке исследователей высота колонн была 20 метров. Колонны были из мрамора, храм из травертина. Учёные считают, что храм не был завершен, потому что после смерти Поликрата в 522 году до н. э. начались внутренние конфликты между наследниками и Самос пришел в упадок. Возможно строительные материалы храма были использованы для строительства стен и других зданий.
Алтарь был размером 36,5×16,5 метров из светлого известняка, в римский период облицован мрамором. С трех сторон алтарь был окружен стенами высотой 5—7 метров с киматием по верху. Внутри стены были укращены фризом с изображением сражений с дикими зверями и сфинксами. Оба края стенки имели богато украшенные верхние части (επίκρανο). Алтарь был накрыт плитой из зелёного тугоплавкого серпентинита (змеевика).
После смерти Александра Македонского и Ламийской войны в 322 году до н. э. на остров вернулись самосцы, изгнанные афинянами. Продолжилось строительство Герейона. В эллинистический период пространство храма занимают самосские политики. Вера в древнегреческих богов приходит в упадок, с Востока приходят культы новых богов. Во II веке до н. э. Самос становится римской провинцией. После окончания в 31 году до н. э. гражданской войны в Риме Герейон начал снова процветать. При императоре Октавиане Августе (27 до н. э.—14) построен храм, посвящённый императору, ремонтируется Герейон и алтарь Геры. Герейон становится хранилищем даров, строится периптер для хранения культовой статуи. По свидетельству Страбона храм Геры был пинакотекой. Алтарь Геры облицован мрамором. Герейон становится местом культа не только Геры, но и Ливии Друзиллы, жены Августа, после её смерти, как свидетельствует настенная надпись.
В конце I и начале II века Герейон был в упадке. В середине II века построен небольшой храм коринфского ордера, размером 7,4×12 метров. Не сохранилось сведений о божестве, которому он был посвящён. В III веке построен последний храм в Герейоне. Это был храм римского типа на подиуме, покрытом прямоугольной мраморной плиткой, с характерным киматием внизу.
Во II и III веке построена Священная дорога от Герейона к городу Самосу (Пифагорее).
С конца II века часть святилища начинает застраиваться одно- и двухэтажными домами с перистильными внутренними дворами, мозаичными полами и системами водоснабжения и канализации. Строятся термы. С середины III века город был заброшен из-за разрушительного землетрясения 262 года и нашествия герулов. В IV веке древние постройки разрушены, строительные материалы вывозятся в Малую Азию. В V—VI веках строится раннехристианская базилика из материалов древнего святилища. В конце 1-го тысячелетия базилика разрушена, на её месте в XVI веке строится крестово-купольный храм, от которого сохранился свод. В XVIII веке построена часовня, которая была снесена при начале раскопок.
Раскопки свидетельствуют, что Герейон имел не только общегреческое значение, но и мировое. Найдены приношения из всех частей тогда известного мира: Египта, Сирии, Ассирии, Вавилона, Месопотамии, Персии, Финикии, Лаконии, Аттики, Крита и Кипра. Среди них настоящие произведения искусства. Обнаруженные при раскопках многочисленные изделия из мрамора, глины, стекла, меди, дерева, слоновой кости и золота ясно показывают мировое значение Герейона. На северном участке Священной дороги были установлены два колосса. Подношения хранились в небольших сокровищницах.
В 1704 году Герейон посетил Жозеф Питтон де Турнефор. Стены храма раскопаны в 1910—1914 годах под руководством Теодора Виганда. В 1925 году работы продолжил Германский археологический институт в Афинах. Раскопки прерывались во время Второй мировой войны и были возобновлены в 1951 году.